# Gerhard Fischerauer
Gerhard Fischerauer (* 9. April 1963 in  München) ist ein deutscher Ingenieurwissenschaftler und Hochschullehrer.

## Ausbildung und Tätigkeit
Nach seinem Abitur studierte er unter anderem an der TU München und an der University of Chicago. Er ist Lehrstuhlinhaber des Fachbereichs Mess- und Regelungstechnik an der Fakultät für Ingenieurwissenschaften an der Universität Bayreuth.
Sein Aufgabenfeld umfasst u. a.:
- Sensorelemente und Mikrosysteme auf der Basis von Dünnschichttechnologie, besonders mit piezoelektrischen Werkstoffen (Surface-Acoustic-Wave-[SAW-]Technologie)
- Elektrische Sensoransteuerung und Signalübertragung
- Hochfrequenz- und Sensorsystemtechnik, Probleme der Elektromagnetischen Verträglichkeit
- Modellierung komplexer Systeme und Mikrosysteme, Signalverarbeitung

Seit 2008 gehört er dem Beirat der Zeitschrift "tm – Technisches Messen" (De Gruyter) an.

## Veröffentlichungen (Auswahl)
- Hans-Rolf Tränkler (Koautor), Gerhard Fischerauer: Das Ingenieurwissen: Messtechnik, Springer Verlag, Berlin Heidelberg 2014, ISBN 3662440296
- Messtechnisches Symposium (XX.): Des Arbeitskreises der Hochschullehrer für Messtechnik e.V., Shaker Verlag, 2006, ISBN 3832254196

## Nachweise
1. ↑  homepage (Memento des Originals vom 2. April 2015 im Internet Archive)  Info: Der Archivlink wurde automatisch eingesetzt und noch nicht geprüft. Bitte prüfe Original- und Archivlink gemäß Anleitung und entferne dann diesen Hinweis. des Lehrstuhles für Mess- und Regeltechnik, Bayreuth

| Personendaten    | Personendaten                      |
| ---------------- | ---------------------------------- |
| NAME             | Fischerauer, Gerhard               |
| KURZBESCHREIBUNG | deutscher Ingenieurwissenschaftler |
| GEBURTSDATUM     | 9. April 1963                      |
| GEBURTSORT       | München                            |